# Тодор Янев
Тодор (Тоньо) Янев Тонев е български революционер, деец на Вътрешната македоно-одринска революционна организация.

## Биография
Тодор Янев е роден в 1868 година в тракийското градче Бунархисар, тогава в Османската империя. Брат му Ставре Янев също е деец на ВМОРО. Тодор Янев влиза във ВМОРО в 1899 година и до 1900 година е куриер на Организацията в града. През юни 1900 година превежда четата на Георги Тенев от Бунархисар до село Колиби, а оттам до Лозенград. Там четата залавя гръцкия лекар и чифликчия Костаки Керемидчиоглу, вследствие на което избухва голямата Керемидчиоглува афера. Част от четниците са заловени, а Янев успява да избяга в Свободна България. Връща се в Одринска Тракия като четник на Тодор Шишманов и действа две години в Бунархисарския революционен район. След разпадането на четата на Шишманов се прехвърля в четата на Лазар Маджаров, с която действа до 1904 година. Янев участва във сраженията при Ювалия, Василико, Сюрюлябаир (Китката), Копрец, Мусакьойския пост, Паприкьовица и други.
След въстанието заедно с брат си Ставри емигрира в Свободна България и се установява в село Горни Близнак, Варненско.
Тодор Янев Тонев умира на 4 август 1925 година в Горни Близнак.
На 19 април 1943 година съпругата му Анастасия, на 65 години, родом от Бунархисар, като жителка на село Горни Близнак, подава молба за българска народна пенсия, която е одобрена и пенсията е отпусната от Министерския съвет на Царство България.